# Villebadin
Villebadin är en kommun i departementet Orne i regionen Normandie i nordvästra Frankrike. Kommunen ligger i kantonen Exmes som tillhör arrondissementet Argentan. År 2018 hade Villebadin 126 invånare.

## Befolkningsutveckling
Antalet invånare i kommunen Villebadin
| Referens: INSEE |